# Икономопулос, Никос (певец)
Никос Икономопулос (греч. Νίκος Οικονομόπουλος; 30 июня 1984, Патры) — греческий певец, снискал популярность после победы в талант-шоу «Dream Show-the Music 2». Сотрудничал со Стаматисом Гонидисом, Анной Висси, Никосом Макропулосом, Деспиной Ванди и Яннисом Париосом.

## Биография
Никос Икономопулос родился в городе Патры 30 июня 1984. До 17 лет жил в родном городе, получил среднее образование.Одновременно работал в пиццерии и помогал отцу в рыбной ловле. Впоследствии начал музыкальную карьеру, пел в разных городах, сначала на Пелопоннесе, а затем в Северной Греции.  В декабре 2006 года,благодаря исключительно красивому голосу, музыкальности и обаянию стал победителем реалити-шоу «Dream Show» телеканала Alpha TV.
Свой первый сольный альбом Никос Икономопулос выпустил в ноябре 2007 года под названием «Первая любовь» (греч. Πρώτη αγάπη). Несколько песен альбома быстро стали широко известными, среди них «Δεν είσαι ενταξει», «Όλα για σένα», «Κοίτα να μαθαίνεις», «Δυο Σπασμένα Ποτήρια» и «Αυτό το αστέρι». В июне 2008 года он получил награду MAD Video Music Awards в номинации Лучший начинающий артист.
В декабре 2008 года выпущен макси-сингл под названием «Και μη γυρίζεις» под лейблом Sony Music Greece. В том же месяце состоялся релиз полноценного студийного альбома под названием «Άκουσα …». В июне 2009 года Никос Икономопулос получил очередную премию Mad Video Music Awards в номинации «Лучший видеоклип — современная лаика».
Альбом  «Κατάθεση Ψυχής» (Вкладывая душу) 2010 год стал платиновым.
В декабре 2010 года вышел новый альбом певца под названием «Δώρο για σένα» (рус. Подарок для тебя). Этот альбом стал трижды платиновым. Чрезвычайно популярным стал одноимённый трек, а также «Ξημερώνει (Καλημέρα)». В конце 2011 года выпущены синглы «Καλή καρδιά» и «Και τι έγινε». 16 декабря состоялся релиз нового альбома под названием «Θα είμαι εδώ».,который стал дважды платиновым в течение первой недели продаж.
В августе 2021 года он серьёзно заболел COVID-19 и был переведён в больницу «Эвангелизмос» с лёгочными проблемами, откуда был выписан через несколько дней (23 августа 2021 года).

## Дискография
В составе Out Of Control
- 2000: Κοινωνικά Υποπροϊόντα

Сольная карьера
- 2007: Πρώτη αγάπη
- 2008: Ακουσα…
- 2009: Κατάθεση Ψυχής
- 2010: Δώρο για σένα
- 2011: Θα είμαι εδώ
- 2012: Εννοείται
- 2013: Ειλικρινά
- 2014: Για Χίλιους Λόγους
- 2015: Ένα Μικρόφωνο Κι Εγώ
- 2017: 10

### Синглы
- 2015: Αν Πονάς
- 2015: Είναι Κάτι Λαϊκά
- 2016: Ο Χαρακτήρας
- 2017: Για Κάποιο Λόγο
- 2017: Δε Σ’ Αγαπάω
- 2018: Τώρα Τι Να Το Κάνω
- 2018: Για Παράδειγμα
- 2019: Δύο Ζωές
- 2019: Βαλ' Το Τέρμα
- 2019: Καθημερινά
- 2020: Σκάσε ένα φιλί
- 2020: Εμένα Να Ακούς
- 2021: Πρώτη Θέση
- 2021: Από Έρωτα